# The Costello Case
The Costello Case is een Amerikaanse misdaadfilm uit 1930 onder regie van Walter Lang.

## Verhaal
De politieagent Mahoney onderzoekt de moord op Costello. Hij verdenkt de bandiet Mile-Away-Harry, maar hij moet hem vrijlaten na ondervraging. Op het station worden intussen de geliefden Mollie en Jimmie opgepakt, die van plan waren om er samen vandoor te gaan.

## Rolverdeling
| Acteur              | Personage       |
| ------------------- | --------------- |
| Tom Moore           | Mahoney         |
| Lola Lane           | Mollie          |
| Roscoe Karns        | Blair           |
| Wheeler Oakman      | Mile-Away-Harry |
| Russell Hardie      | Jimmie          |
| William B. Davidson | Saunders        |
| Dorothy Vernon      | Huisbazin       |
| Jack Richardson     | Donnelly        |
| W.E. Lawrence       | Babe            |
| Millard K. Wilson   | Henderson       |